# Platycheirus migriaulii
Platycheirus migriaulii är en tvåvingeart som beskrevs av Stuke och Nielsen 2002. Platycheirus migriaulii ingår i släktet fotblomflugor, och familjen blomflugor. Inga underarter finns listade i Catalogue of Life.